# محافظة ظهران الجنوب
ظهران الجنوب هي إحدى المحافظات التابعة لمنطقة عسير في جنوب المملكة العربية السعودية، وعاصمتها الإدارية مدينة ظهران الجنوب.

## المراكز التابعة
- مركز الحرجة والقرى التابعة له.
- مركز الحمرة والقرى التابعة له.
- مركز الفيض والقرى التابعة له.
- مركز الغايل والقرى التابعة له.
- مركز الربوعة
- مركز علب
- مركز الحمرة
- وادي ملاح
- وادي رشاد

## قرى المحافظة
من القرى القديمة في المحافظة:
- كتام
- الجربة
- الملحة
- المجزعة
- القاعة
- دار العرق
- حيدان
- هياج
- آل جبير
- آل كعبان
- المعلف
- الغيل
- المهاجرة
- آل وازع
- طرف الذارع
- الطلحة
- وادي لرنب
- شعب آل فروان
- آل المحاضي
- آل عايض
- آل رشيد
- آل السيار
- آل السحامي
- علب
- القبضة
- الشط
- الزاوية
- الرهوة
- الشحاك
- آل طوق
- الأوساط
- العمدة
- الحنكة
- المجازة
- الحاجر
- العرج
- الحجفاء
- المسيال
- المسيل
- شعبة آل ناشر.

## السكان
بلغ عدد سكان ظهران الجنوب (32,099) نسمة حسب تعداد السعودية 2022، عدد السعوديين (23,655) نسمة، وعدد غير السعوديين (8,444) نسمة.

## أشهر الأودية والسدود
يوجد بالمحافظة أودية كثيرة وفي الغالب ما تكون المزارع على روافد تلك الأودية ومن أشهرها:
- وادي رية، ووادي عين عبس، ووهذيين الواديين يجتمعان في وادي العرين.
- وادي العرين، ووادي القبضة، ووادي كتام، وهذه الأودية الثلاثة مع بعض الأودية الضغيرة تلتقي في وادي المجزعة ثم ينحدر عبر وادي سحيق يسمى وادي كهلان.
- وادي الغيل، ووادي الحمرة، ووادي عار، وهذه الأودية مع بعض الأودية الصغيرة تلتقي في وادي الملحة وتتجه على الشرق حيث تصب بوادي كهلان في القرن التابعة لمنطقة نجران.
- وادي الحاجر، ووادي المجازة، وهذين الواديين يجتمعان في وادي عمدان الذي يصب في أعلى وادي نجران فوق السد وهذه الأودية التي كانت مكونة للأودية محافظة ظهران الجنوب - بلاد وادعة.

بعد توسع رقعة المحافظة كانت هناك أودية أخرى منها:
- وادي قاعة
- وادي الغايل
- وادي المسنى
- وادي روى وضموه
- وادي جوة آل المحاضي

وهذه الأودية التابعة لمنطقة تهامة التابعة لمحافظة ظهران الجنوب.
- وادي راحة سنحان
- وادي سروم
- وادي الفيض.

وقد أنشأت الدولة عدد من السدود في بعض هذه الأودية ومنها:
- سد وادي عراعر
- سد وادي القبضة
- سد وادي الحمرة
- سد وادي شعب آل فروان
- سد وادي الفيض
- سد وادي سروم
- سد القحيف